# Die Gegenwart (1872–1931)
Die Gegenwart war eine deutsche Zeitschrift, die zwischen 1872 und 1931 in Berlin erschienen ist. Der Untertitel, nicht bei allen Heften, lautete Wochenschrift für Literatur, Kunst und öffentliches Leben. Die Verlage der Zeitschrift wechselten häufig: Stilke (1872–1891), Verlag der Gegenwart (1892–1908), Hillger (1909–1911), Johnke (1912–1914), Collignon (1915–1919).
Der Gründer und erste Herausgeber war Paul Lindau, der die Zeitschrift bis 1882 redigierte. Sein Nachfolger war Theophil Zolling, gestorben 1901. Danach war Richard Nordhausen Herausgeber; ab 1912 Heinrich Ilgenstein, der „Das Blaubuch“ mit der „Gegenwart“ fusionierte. In den letzten Jahren ihres Erscheinens bot „Die Gegenwart“ ein Forum für heftige Kritik, nicht nur am aufkommenden deutschen Nationalsozialismus, sondern auch an anderen europäischen faschistischen Kräften, vor allem dem italienischen Faschismus Mussolinis.
Der Verlag Harald Fischer, der die aktuelle Microfiche-Ausgabe vertreibt, erläutert auf seiner Website die wechselnden Tendenzen der Zeitschrift.

## Microficheausgabe
- Hg. Humboldt-Universität Berlin, Universitätsbibliothek. Verlag Harald Fischer, Erlangen 2003. ISBN 3-89131-444-2 (in der Staatsbibliothek zu Berlin sowie DNB Leipzig vorhanden)